# 阿伦·洛克西德
阿伦·洛克西德（英語：Allan Lockheed，1889年1月20日—1969年5月26日），美国航空业先驱、工程师。他与兄弟马尔科姆·洛克希德一同创立了一个飞机公司，后成为洛克西德公司。